# Distrito de Anpachi
Anpachi (安八郡, Anpachi-gun) é um distrito japonês localizado na província de Gifu.
Em 2008 o distrito tinha uma população estimada em 45 318 habitantes e uma densidade populacional de 764 h/km². Tem uma área total de 59,32 km². 